# Thyreus ramosus
Thyreus ramosus är en biart som först beskrevs av Amédée Louis Michel Lepeletier 1841.  Thyreus ramosus ingår i släktet Thyreus och familjen långtungebin. Inga underarter finns listade i Catalogue of Life.
Arten förekommer i centrala och södra Europa från Iberiska halvön och Frankrike till Ukraina. Dessutom hittas Thyreus ramosus i norra Afrika och i Asien fram till Kina. Som habitat antas buskskogar. Exemplaren lever i bon som skapades av Amegilla albigena eller Anthophora pubescens. De flyger mellan maj och september och besöker olika blommor som kransborre, Inula viscosa, Carlina lanata, Teucrium polium, ogräsheliotrop, Echium sericeum och Limonium oleifolium.
För beståndet är inga hot kända. Hela populationen anses vara stor. IUCN listar arten som livskraftig (LC).